# Улица Поле Свободы (Калуга)
Улица Поле Свободы — улица в исторической части Калуги, проходит от улицы Билибина до улицы Труда за которой имеет продолжением улицу Воронина. Одна из границ Сквера имени Воронина. Протяжённость улицы около 1,15 км.

## История

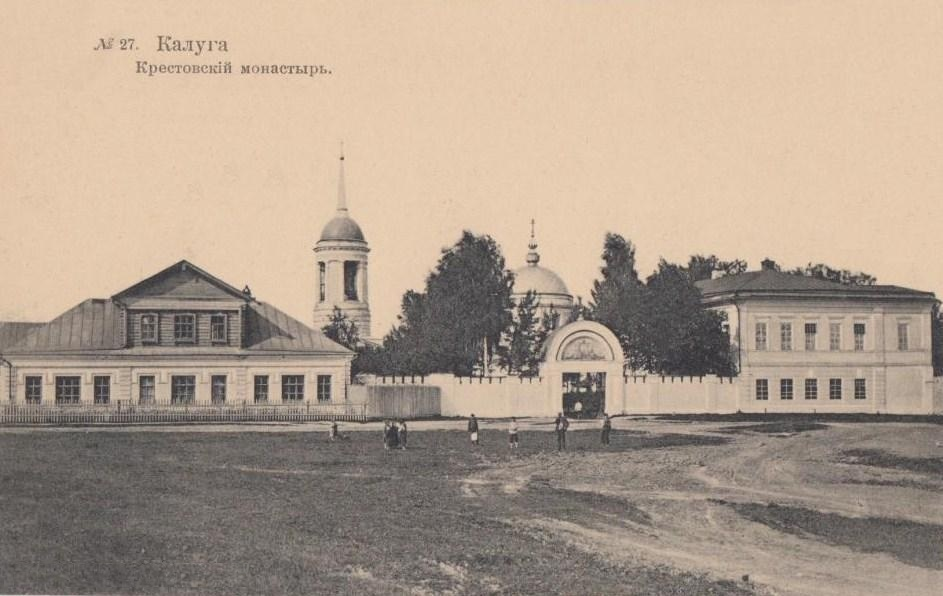
Крестовский монастырь. Дореволюционное фото

В распланированную на градостроительном плане 1778 года территорию не вошла. Начало проложенной позднее улицы прошло по началу древней дороги в Лаврентьев монастырь.
Во второй половине 1870-х годов был получен статус Крестовским монастырём, прежде на этом месте находилась церковь, до неё — «часовня на Боровской дороге». Закрытый в 1924 году, монастырь начал восстанавливаться в 2006 году.
В начале улицы находилась водоразборная будка. В определённые дни работал сенной рынок, долгое время своей истории, ещё в предвоенные годы, улица не имела дорожного покрытия и становилась непроезжей в дожди и распутицу.
С установлением советской власти местность в районе улицы получила наименование Октябрьское поле. Район улицы представлял собой рабочую городскую окраину. Незадолго перед войной у выхода улицы к улицам Труда и Баррикад на месте свалки был разбит сквер, получивший имя Комсомольский (ныне — сквер имени Воронина),.
11 октября 1941 года под угрозой оставления города наступавшим немецко-фашистским войскам была взорвана городская водонапорная башня. Во время оккупации города в домах на улице расквартировались немецкие солдаты, а житель улицы, Николай Фомушкин служил у них переводчиком, на улице была установлена артиллерийская батарея, поскольку она вела огонь, под ответный обстрел попала вся улица, были жертвы среди мирного населения.
В первой половине 1970-х годов в районе улицы был возведён городской телецентр.

## Достопримечательности
д. 36А — Калужская областная специальная библиотека для слепых имени Н. А. Островского, у библиотеки установлен бюст Н. А. Островскому.
д. 65 — Крестовский монастырь. Церковь Воздвижения Честного Креста Господня в Крестовском монастыре
д. 127 — Храм святого Георгия и святого Франциска